# 訃報 2012年9月

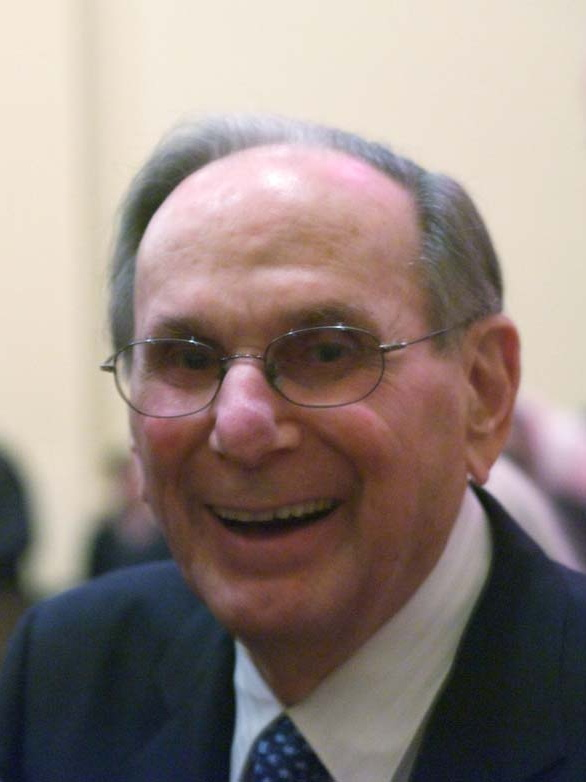
ハル・デヴィッド／9月1日没

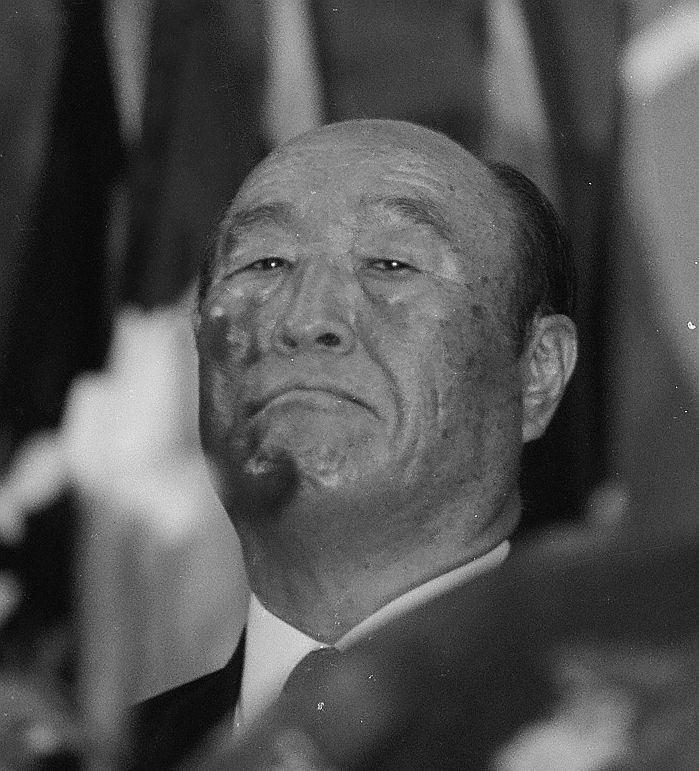
文鮮明／9月3日没

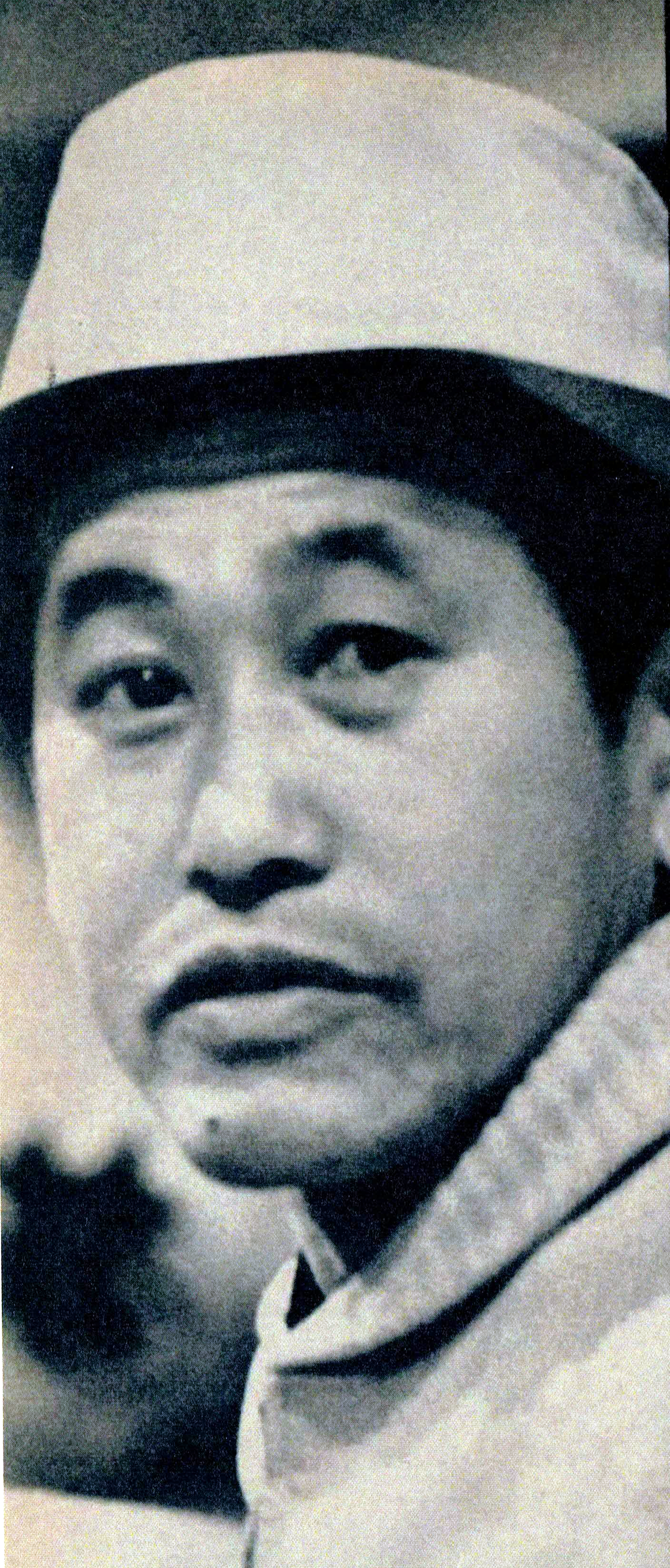
堀川弘通／9月5日没

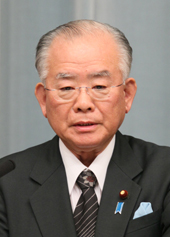
松下忠洋／9月10日没

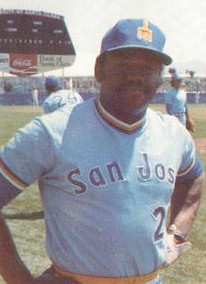
ジャック・ピアース／9月13日没

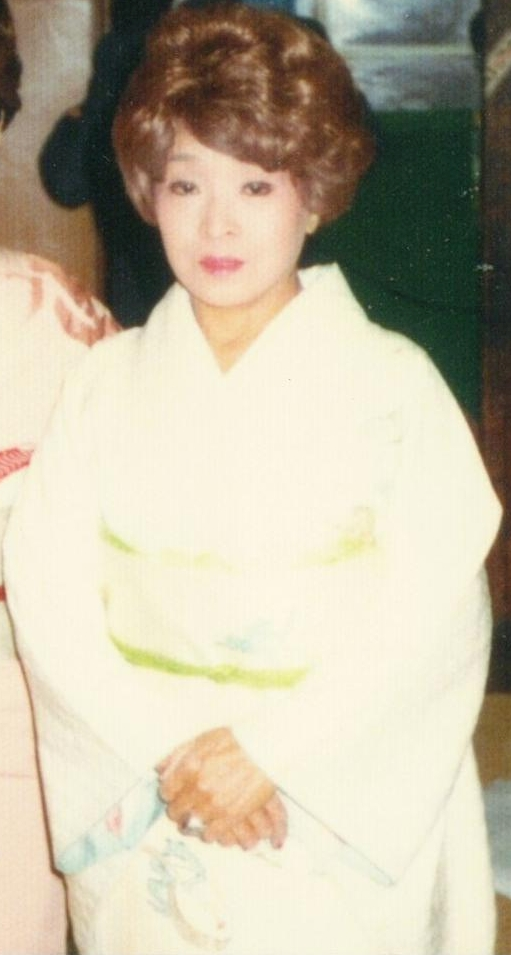
玉川スミ／9月25日没

訃報 2012年9月（ふほう 2012ねん9がつ）では、2012年9月に物故した、又は物故が報じられた人物についてまとめる。

## 1日 - 15日
- 9月1日 - ハル・デヴィッド、アメリカ合衆国の作詞家、『雨にぬれても』・『遙かなる影』の作詞者、1969年アカデミー歌曲賞受賞者（* 1921年）
- 9月1日 - 西田東作、日本の企業家、ゴールドウイン創業者、同社相談役（* 1925年）[1]
- 9月1日 - 菊池孝、日本のスポーツジャーナリスト、格闘技コラムニスト、プロレス評論家（* 1932年）[2]
- 9月2日 - エマヌエル・ヌネス、ポルトガル共和国出身の現代音楽の作曲家（* 1941年）[3]
- 9月3日 - 文鮮明、大韓民国出身の宗教家、世界基督教統一神霊協会（統一教会）の創立者（* 1920年）[4]
- 9月3日 - 石井茂、日本の政治家、元静岡県三島市長（* 1928年?）[5]
- 9月3日 - マハムード・エル＝ゴハリ、エジプト出身の元サッカー選手、サッカー指導者（* 1938年）[6]
- 9月3日 - 福井良治、日本の能楽師、小鼓方幸清流（* 1954年?）[7]
- 9月3日 - マイケル・クラーク・ダンカン、アメリカ合衆国の俳優、声優、『グリーンマイル』のコーフィ役（* 1957年）[8]
- 9月4日 - イアン・パロット、イギリスの作曲家（* 1916年）[9]
- 9月5日 - 堀川弘通、日本の映画監督（* 1916年）[10]
- 9月5日 - 梁井新一、日本の駐韓国大使、交流協会台北事務所長（* 1925年?）[11]
- 9月5日 - 瓜生良介、日本の演出家（* 1935年?）[12]
- 9月5日 - 一番ヶ瀬康子、日本の社会福祉学者、日本女子大学名誉教授（* 1927年）[13]
- 9月6日 - 岡村和夫、日本の放送記者、元NHK解説委員室委員長、NHK『国会討論会』元司会者（* 1930年）[14]
- 9月6日 - 細川清、日本の裁判官、公正取引委員会委員（* 1944年）[15]
- 9月7日 - 丹古晴己、日本の作詞家（* 1923年）[16]
- 9月9日 - 田原隆、日本の政治家、元自由民主党衆議院議員、第54代法務大臣（* 1925年）[17]
- 9月9日 - 舘石昭、日本の水中写真家（* 1930年）[18]
- 9月10日 - 佐波正一、日本の企業家、元東芝社長・会長、元日本経済団体連合会副会長（* 1919年）[19]
- 9月10日 - 佐藤進、日本の教育者、京都大名誉教授、振動工学（* 1930年）[20]
- 9月10日 - スタンリー・ロング、イギリスのエクスプロイテーション映画・セクスプロイテーション映画製作者（* 1933年）[21]
- 9月10日 - 松下忠洋、日本の政治家、衆議院議員、金融・郵政民営化担当大臣（* 1939年）[22]
- 9月11日 - 河野通弘、日本の地質学者、山口大学名誉教授（* 1916年）[23]
- 9月11日 - セルヒオ・リヴィングストーネ（英語版）、チリの元サッカー選手、サッカーチリ代表元選手（* 1920年）[24]
- 9月11日 - 登石雋一、日本の実業家、東映動画社長（* 1932年?）[25]
- 9月11日 - 仲泊兼清、日本の実業家、新潟テレビ21社長（* 1935年?）[26]
- 9月11日 - クリストファー・スティーブンス、アメリカ合衆国の弁護士、外交官【リビア駐在アメリカ合衆国特命全権大使】（* 1960年）[27]
- 9月12日 - 仲村カメ（英語版）、日本のスーパーセンテナリアン（* 1898年）[28]
- 9月12日 - 肥田真幸、日本の元海上自衛官、元大日本帝国海軍軍人、第9代航空集団司令官（* 1920年）[29]
- 9月12日 - シド・ワトキンス、イギリス出身の脳神経外科医、元F1レースドクター（* 1928年）[30]
- 9月13日 - 乾崇夫、日本の船舶工学者、文化功労者、東京大学名誉教授（* 1920年）[31]
- 9月13日 - 保田茂次郎、日本の有機化学者、広島大学名誉教授（* 1929年）[32]
- 9月13日 - ジャック・ピアース、アメリカ合衆国出身の元プロ野球選手【南海ホークス所属】（* 1948年）[33]
- 9月14日 - 井田探、日本の映画監督（* 1922年）[34]
- 9月14日 - 宮脇富子、日本の企業家、宮脇書店会長（* 1924年）[35]
- 9月14日 - 山本襄治、日本の神学者、上智大学名誉教授、上智学院元理事長（* 1928年）[36]
- 9月14日 - 佐藤雅夫、日本の映画プロデューサー、東映京都撮影所元所長（* 1939年?）[37]
- 9月15日 - 瀬古和男、日本の実業家、プロ野球日本ハムファイターズ社長（* 1922年）[38]
- 9月15日 - 本間長世、日本の文化比較研究者、アメリカ文化研究家（* 1929年）[39]
- 9月15日 - ジェイムズ・"シュガー・ボーイ"・クロフォード、アメリカ合衆国のR&B歌手、ピアノ奏者、『アイコ・アイコ』を歌った歌手（* 1934年）[40]

## 16日 - 30日
- 9月16日 - 胡績偉（中国語版）、中華人民共和国のジャーナリスト、人民日報元社長（* 1916年）[41]
- 9月16日 - ジョン・コーツ（英語版）、イギリスの映画プロデューサー、アニメ映画『スノーマン』の製作者（* 1921年）[42]
- 9月16日 - 山本鎮彦、日本の警察官僚、警察庁長官、駐ベルギー特命全権大使（* 1920年）[43]
- 9月16日 - 樋口廣太郎、日本の実業家、住友銀行元副頭取、アサヒビール名誉顧問（* 1926年）[44]
- 9月16日 - ラグンヒル・ローレンツェン（ノルウェー語版）、ノルウェー王国の王女、オーラヴ5世の長女、国王ハーラル5世の長姉（* 1930年）[45]
- 9月16日 - 三船正俊、プロ野球選手（* 1931年）[要出典]
- 9月16日 - 大本百稔、日本の実業家、大本組会長、羽田雄一郎国土交通大臣の義父（* 1941年）[46]
- 9月16日 - 西宮伸一、日本の外交官、元外務審議官、元駐中華人民共和国特命全権大使（* 1952年）[47]
- 9月17日 - 佐々木敢一、日本の歌手、ウクレレ奏者（* 1934年）[48]
- 9月18日 - 岡村治信、日本の裁判官、東京高等裁判所総括判事、東洋大学教授（* 1918年?）[49]
- 9月18日 - 安岡亀雄、日本の自衛官、海上幕僚副長（* 1928年?）[50]
- 9月18日 - 橋本實、日本の野球指導者、水戸商業高校野球部元監督、水城高等学校野球部監督（* 1948年）[51]
- 9月19日 - 五十嵐英次、日本のテレビプロデューサー【フジテレビジョン所属】（* 1964年）[52]
- 9月20日 - 森秀雄、日本の洋画家（* 1935年）[53]
- 9月21日 - 鈴切康雄、日本の政治家、元衆議院議員【公明党所属】（* 1926年）[54]
- 9月21日 - 小山誠三、日本の政治家、元埼玉県飯能市長（* 1930年?）[55]
- 9月22日 - 山田耕三郎、日本の政治家、元参議院議員、元滋賀県大津市長（* 1918年）[56]
- 9月22日 - 荻島秀夫、プロ野球選手（* 1924年）[要出典]
- 9月22日 - 河上民雄、日本の政治家、元衆議院議員【日本社会党所属】、東海大学名誉教授（* 1925年）[57]
- 9月22日 - 高橋祐次郎、日本の津軽三味線奏者（* 1934年?）[58]
- 9月23日 - 高田勇、日本のフランス文学者、元明治大学文学部教授（* 1931年）[59]
- 9月23日 - パーヴェル・グラチョフ、ソビエト連邦・ロシアの軍人、政治家、ロシア連邦初代国防相、ソ連邦英雄（* 1948年）[60]
- 9月23日 - コーリー・サンダース、南アフリカ共和国の元プロボクサー、元WBO世界ヘビー級王者（* 1966年）[61]
- 9月23日 - 久曾神昇、日本の国文学者、元愛知大学学長（* 1909年）[62]
- 9月24日 - 永井英明、日本のアマチュア将棋棋士、将棋ジャーナリスト（* 1926年）[63]
- 9月24日 - 滑川五郎、日本の舞踏家、元山海塾メンバー（* 1951年?）[64]
- 9月25日 - 岸田純之助、日本の科学ジャーナリスト、元朝日新聞論説主幹（* 1920年）[65]
- 9月25日 - 玉川スミ、日本の漫談家、浪曲師（* 1920年）[66]
- 9月25日 - アンディ・ウィリアムス、アメリカ合衆国のポピュラー歌手（* 1927年）[67]
- 9月26日 - 西田龍雄、日本の言語学者（* 1928年）[68]
- 9月26日 - 豊田年郎、日本の実業家、電通副社長、ラジオ福島社長（* 1929年）[69]
- 9月27日 - ハーバート・ロム、旧チェコスロヴァキア出身の俳優（* 1917年）[70]
- 9月27日 - 星野英一、日本の法学者、東京大学名誉教授（* 1926年）[71]
- 9月27日 - 大國昌彦、日本の実業家、王子製紙元社長・会長（* 1929年）[72]
- 9月27日 - アレクサンドル・ゴレリク、ロシア（旧ソ連）の元フィギュアスケート選手（* 1945年）[73]
- 9月28日 - 久田尚子、日本のファッションジャーナリスト（* 1935年?）[74]
- 9月29日 - アーサー・ザルツバーガー（英語版）、アメリカ合衆国の経営者、元ニューヨーク・タイムズ発行人（* 1926年）[75]
- 9月29日 - 日比賢昭、日本の実業家、サンゲツ会長（* 1928年?）[76]
- 9月29日 - ヘーペ・カマルゴ、ブラジル連邦共和国のテレビ司会者、歌手、女優（* 1929年）[77]
- 9月29日 - ニール・スミス、スコットランド出身の地理学者、ニューヨーク市立大学教授（* 1954年）[78]
- 9月29日 - 冴島奈緒、日本の元アダルト女優（* 1968年）[79]
- 9月30日 - アンティサ・フビチャワ、ジョージアの長寿の女性（* 1880年?）[80]
- 9月30日 - 上平貢、日本の実業家、京都市美術館長、嵯峨美術短期大〈現・京都嵯峨芸術大〉学長（* 1925年?）[81]
- 9月30日 - バーバラ・アン・スコット、カナダ出身のフィギュアスケート選手、サンモリッツオリンピック金メダリスト（* 1928年）[82]
- 9月30日 - ボビー・ジャガーズ、アメリカ合衆国の元プロレスラー（* 1948年）[83]